# SV Horn
Maillots
Le SV Horn est un club de football autrichien, basé à  Horn.

## Historique
En 2008, le SV Horn remporte la Coupe d'Autriche de football, qui est cette saison-là réservée aux clubs amateurs en raison de l'organisation du Championnat d'Europe de football 2008 dans le pays. Le club participe la même année à une édition non officielle de la Supercoupe d'Autriche de football, perdant contre le Rapid Vienne sur le score de 7 buts à 1.
Le 8 juin 2015, Keisuke Honda joueur de l'AC Milan devient propriétaire du SV Horn avec ses deux frères, Hiroyuki et Youji, à 49% via sa compagnie Honda ESTILO. Les investisseurs japonais se retirent lors de la saison 2018-2019 à la suite de problèmes financiers.

## Palmarès
- Coupe d'Autriche de football
  - Vainqueur : 2008[4]